# Vaskohszohodol

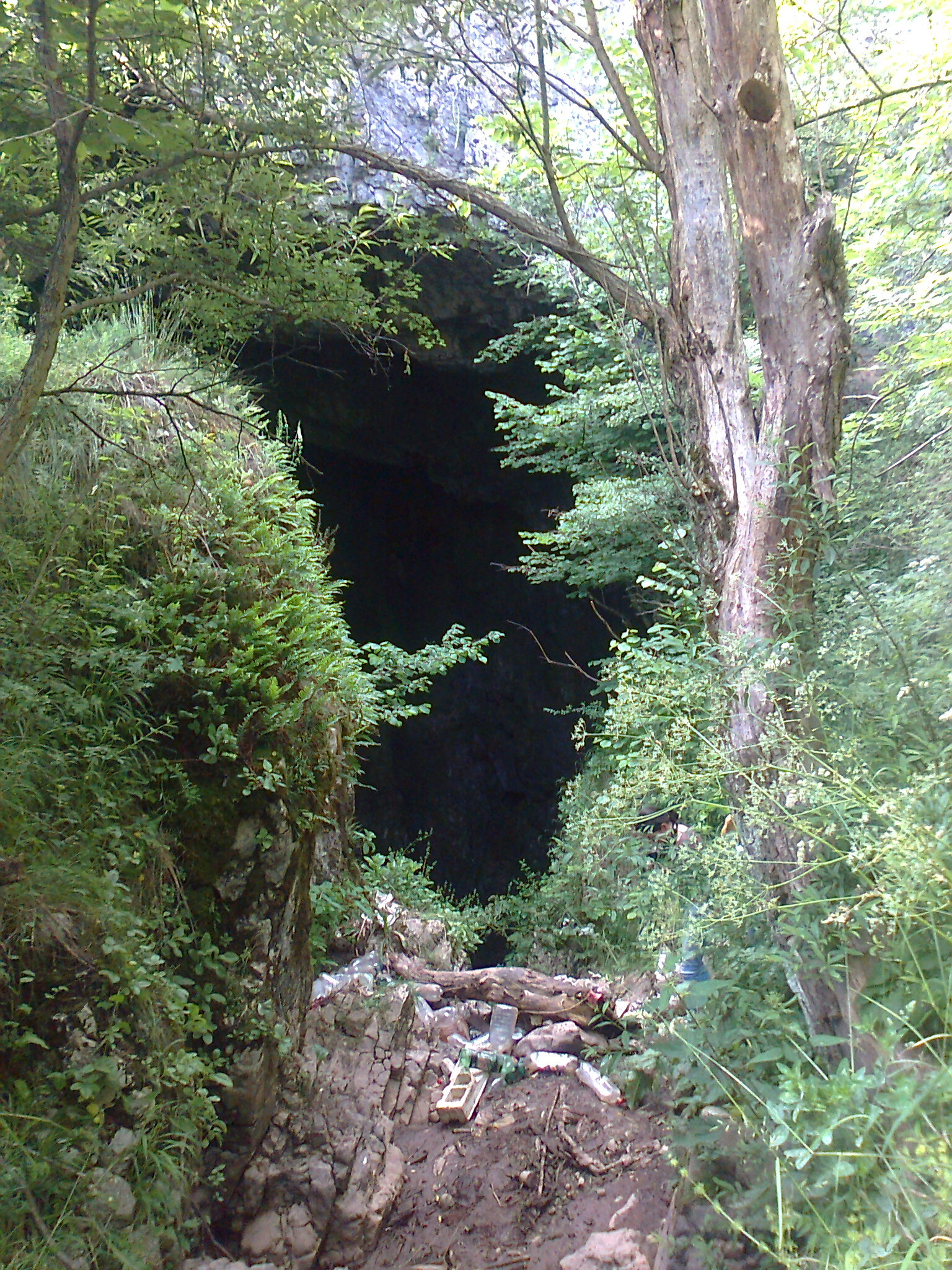
A Jókai-barlang bejárata 2015-ben

Vaskohszohodol, 1910 és 1919 között Vaskohaszód (románul: Izbuc, korábban Sohodol) falu Romániában, Bihar megyében.

## Fekvése
Vaskohtól 5 kilométerre délre, a Béli-hegység keleti lejtőjén fekszik.

## Nevének eredete
A román sohodol tájszóból származik, amely mészkőhegységben fekvő, vízben szegény völgyet jelöl (< szláv suchodol 'száraz völgy'). Először 1588-ban Zohodol alakban említették. A helységnévrendezés idején ennek értelmileg megfelelő nevet találtak ki a számára. Mai román hivatalos nevét valószínűleg a kalugyeri dagadóforrásról kapta, mivel az izbuc nem víznyelőt, hanem vízkeletet jelent.

## Története
Bihar vármegyei román falu volt a nagyváradi római katolikus püspökség vaskohi uradalmában. A 18–19. században szénégetői a vaskohi kohók számára dolgoztak. Határában 1895-ben vasbánya vagy vaskohó működött.
1880-ban 744 lakosából 712 volt román és 32 cigány anyanyelvű; mindannyian ortodox vallásúak.
2002-ben 621 lakosából 618 volt román nemzetiségű; 549 ortodox, 36 baptista és 35 pünkösdista vallású.

## Nevezetességek
- A falutól északnyugatra száz–százötven méterre a Jókai-víznyelőbarlang (románul: Avenul Câmpeneasca, népiesen Bouriște, magyar nevét Jókai Mórról kapta). A falut átszelő Pampăr-patak vize itt egy 42 méteres vízeséssel zubog le a föld alá, hogy két kilométert búvópatakként a föld alatt megtéve, a hegy túloldalán mint a Bój-patak forrása törjön ismét elő. Az évtizedek alatt rengeteg szemetet dobtak bele – 2008-ban a tisztítását vállaló barlangászok két kamiont töltöttek meg főként műanyag palackokkal és rongyokkal.[3]
- Burta Marţian magángyűjteménye: Burta Marţiannak, a vaskohaszódi iskola igazgatójának a személyes gyűjteménye, több ezer darabot számlál, pontos számot maga a tulajdonos sem tudott megadni. A néprajzi gyűjtemény több mint 30 év gyűjtőmunkájának az eredménye. Több száz festett tányért, csillárokat, háztartási eszközöket, bútorokat, fából készült evőeszközöket, régi órákat, üvegre festett ikonokat stb. tartalmaz.